# Dickeya dadantii
Espèce
Dickeya dadantii ou  Erwinia chrysanthemi (ancienne dénomination), est l'une des espèces de bactéries phytopathogènes provoquant la maladie de la pourriture molle (soft rot en anglais).

## Description
Dickeya dadantii, phytopathogène à large spectre d’hôte, est une bactérie à Gram négatif, en forme de bacille, anaérobie facultative et mobile. Cette bactérie provoque la maladie de la pourriture molle. On la rencontre fréquemment dans les sols ou à la surface des plantes. Selon l’OEPP, Dickeya dadantii est présente dans de nombreuses régions du monde : Europe, Afrique, Australie, Amérique. Dans plusieurs pays, elle est classée comme phytopathogènes de quarantaine.

## Historique
Initialement, Dickeya dadantii fut classée dans le genre Erwinia. Erwin F. Smith, phytobactériologiste, a fondé en 1920 ce genre où devait être réuni toutes les bactéries phytopathogènes à Gram négatif, en forme de bacille. Dye propose de séparer le genre Erwinia en 4 groupes : les bactéries provoquant une nécrose, les pectinolytiques, les Erwiniae à pigment jaune et les Erwiniae atypiques. Plus récemment, l’étude de séquences d’ADNr 16S de différents membres du genre a permis de répartir les Erwiniae en 4 genres, :
- le genre Erwinia contenant les nécrotiques comme Ewinia amylovora.
- le genre Pectobacterium contenant les pectinolytiques comme Erwinia chrysanthemi.
- le genre Brenneria contenant les espèces provoquant des maladies affectant les arbres comme Erwinia alni.
- le genre Pantoea fondé en 1989[5] comprend les Erwiniae à pigment jaune comme Ewinia herbicola.

Dernièrement, une étude de différentes séquences nucléotidiques a amené Samson et al. à renommer Erwinia chrysanthemi : Dickeya dadantii. Cette étude suggère fortement que Dickeya dadantii est proche du genre Yersinia.

## Virulence: maladie de la pourriture molle
La maladie de la pourriture molle touche de nombreuses cultures des régions tempérées et tropicales. De plus, le spectre d'hôte de Dickeya dadantii est large ce qui conduit à de nombreux dégâts. Les plantes touchées sont le tubercule de pomme de terre, la betterave, l'endive, la tomate, l’ananas, etc.
La période d'incubation est assez longue. Elle peut durer plusieurs mois et est asymptomatique.
La pathogénicité de Dickeya dadantii est étudiée depuis plus de quatre-vingt ans. De réelles avancées dans la compréhension de la maladie ont été réalisées ces vingt dernières années grâce notamment à des approches génétiques et moléculaires.

### Évolution de la maladie
Différents paramètres favorisent la maladie. Tout d'abord, l'eau est un élément indispensable pour un développement optimal de la maladie. Ensuite, une concentration en oxygène limitée semble également nécessaire. Enfin, la température est un facteur important. Il a été démontré que la variation de la température avait des répercussions sur la production d'enzyme de dégradation de la paroi cellulaire. De plus, une température de 20 °C est une température seuil en deçà de laquelle on n'observe plus de pathogénicité.

### Sécrétion d’enzymes
La pathogénicité de la bactérie repose sur la macération des tissus. Cette macération est permisse par la sécrétion d’exoenzymes :
- des pectinases qui sont les enzymes majeures du développement de la maladie. Ces pectinases forment une grande famille d'isoenzyme codée par des gènes indépendants. La composition en pectinases dépend du milieu où se développe la bactérie. Les substrats sont aussi variés qu'il existe d'isoenzymes[7].
- des cellulases avec une activité endoglucanase qui dégradent la cellulose de la paroi végétale. Cela permet la libération de sucres nécessaires à la croissance. Cependant l'activité cellulase semble jouer un rôle mineur dans la pathogénicité.

Ces exoenzymes dégradent la paroi des cellules végétales ce qui, d’une part fournit des nutriments nécessaires à la croissance bactérienne et d’autre part, permet l’extension de la maladie.
Ces enzymes sont sécrétés par différents systèmes et notamment par le système de sécrétion de type II. Ce système de sécrétion permet de traverser le périplasme et les deux membranes.

### Régulation de la virulence
La virulence de ‘’Dickeya dadantii’’ est régulée très finement. En effet, le développement de la maladie est corrélé à l’enchaînement déterminé d’étapes exigeant l’adaptation de la bactérie à son nouvel environnement, la plante. Une bonne virulence repose sur un grand nombre de régulateurs qui vont moduler l’expression des gènes de virulence dans le temps.

#### Régulateurs majeurs de la virulence: PecS et KdgR

##### Le répresseur KdgR
KdgR est un régulateur global des gènes impliqués dans le catabolisme de la pectine et des systèmes associés,.

##### Le répresseur PecS
PecS est un régulateur des gènes pel, de la cellulase celV, des gènes prtA,B,C et G ainsi que du système out et de l’opéron indABC impliqué dans la production d’un pigment bleu : l’indigoïdine.

#### Les systèmes à deux composants et les phosphorelais
Les systèmes à deux composants ou phosphorelais sont les acteurs terminaux de la
transmission du signal. Ces systèmes sont la clef de la plasticité de l’expression des gènes en fonction des conditions environnementales et nombre d’entre eux sont indispensables pour l’établissement de l’infection chez les bactéries pathogènes. Ils se composent d’au moins deux protéines. Un capteur, localisé dans la membrane cellulaire s’autophosphoryle sur un résidu histidine en réponse à un stimulus et transfère le groupement phosphate à son régulateur cytoplasmique sur un résidu aspartate. Ce dernier modulera alors l’expression des divers gènes cibles. Cette fine modulation s’effectue selon le ratio régulateur phosphorylé/régulateur non phosphorylé. Plusieurs études ont montré le rôle crucial de certains phosphorelais dans la virulence de bactéries zoo- et phyto-pathogènes. Cependant, bien que l’on connaisse de mieux en mieux le fonctionnement moléculaire de ces phosphorelais, les stimulus et leur mode de transmission du milieu extérieur vers le capteur de la membrane cellulaire sont encore mal connus.
Chez Dickeya dadantii, trois phosphorelais sont connus pour être directement impliqués dans la virulence : PhoP/PhoQ,, GacA/GacS (ou BarA/UvrY) ou RcsCD/RcsB.

### La réponse de la plante
Pour se défendre, la plante utilise des processus de défense classiques. Elle peut créer un stress oxydant comme l’H2O2, la principale forme active d’oxygène produite lors du burst oxydatif végétal. Certaines plantes sont également capable de produire des peptides antimicrobiens ce qui montre l'existence de gènes de résistance.

### Bilan
La virulence de Dickeya dadantii ne repose qu'en partie sur la sécrétion d'enzymes. La bactérie met en place en parallèle des systèmes de captures du fer, des systèmes de défenses contre le stress oxydant et contre les peptides antimicrobiens de la plante, la motilité. L'ensemble de ces facteurs permettent le développement de la maladie de la pourriture molle.

## Les glucanes périplasmiques osmorégulés (OPG) chez Dickeya dadantii
Chez Dickeya dadantii, les glucanes périplasmiques osmorégulés (OPG) sont des oligosaccharides de taille intermédiaire dont la concentration augmente lorsque l’osmolarité du milieu diminue. Leur squelette est uniquement constitué de molécules de glucose. Dickeya dadantii possède des OPG linéaires branché β-1,2 ou β-1,6 pour les branches avec un seul glucose.
La synthèse du squelette des OPG nécessite le produit de l’opéron opgGH. La protéine OpgH code une glucosyl-transférase qui assure l’élongation des chaînes en β-1,2 alors que la protéine OpgG permet la formation des liaisons β-1,6.
Les mutants opgG ou opgH conduisent à une absence totale de synthèse de glucanes périplasmisques provoquant une perte de motilité, une baisse de synthèse/sécrétion d'exoenzymes, une augmentation de la production d'exopolysaccharides (Aspect muqueux). Cela se traduit par une perte totale de virulence. Cette perte de virulence est partiellement restaurée lorsque le système EnvZ-OmpR est muté également.

## Génome de Dickeya dadantii
Le génome de Dickeya dadantii a été entièrement séquencé et est disponible sur le site Asap : http://asap.ahabs.wisc.edu/asap/query_features.php?LocationID=WIS&GenomeID=ECH3937. Il sera prochainement publié voir http://asap.ahabs.wisc.edu/research-projects/plant-pathogen-genome-projects/dickeya-dadantii-erwinia-chrysanthemi-3937-genome-project.html.

## Sources bibliographiques et articles de référence
1. 1 2  (en) Régine Samson, Jean Bernard Legendre, Richard Christen et Marion Fischer-Le Saux, « Transfer of Pectobacterium chrysanthemi (Burkholder et al. 1953) Brenner et al. 1973 and Brenneria paradisiaca to the genus Dickeya gen. nov. as Dickeya chrysanthemi comb. nov. and Dickeya paradisiaca comb. nov. and delineation of four novel species, Dickeya dadantii sp. nov., Dickeya dianthicola sp. nov., Dickeya dieffenbachiae sp. nov. and Dickeya zeae sp. nov. », International Journal of Systematic and Evolutionary Microbiology, vol. 55, no 4,‎ 1er juillet 2005, p. 1415–1427 (ISSN 1466-5026 et 1466-5034, DOI 10.1099/ijs.0.02791-0, lire en ligne, consulté le 5 décembre 2020)
2. ↑  Winslow, C-EA ; Broadhurst, J ; Buchanan, RE ; Krumwiede, C ; Rogers, LA ; Smith, GH. 1920. The families and genera of bacteria. Final report of the Committee of the Society of American Bacteriologists on characterization and classification of bacterial types. H. J. Bacteriol : 191-229.
3. ↑  Hauben, L ; Moore, ER ; Vauterin, L ; Steenackers, M ; Mergaert, J ; Verdonck, L ; Swings, J. 1998. Phylogenetic position of phytopathogens within the Enterobacteriaceae. Syst Apll Microbiol 21 : 384-397.
4. ↑  Kwon, SW; Go, SJ; Kang, HW; Ryu, JC; Jo, JK. 1997. Phylogenetic analysis of "Erwinia" species based on 16S rRNA gene sequences. Int J Syst Bacteriol 47 : 1061-1067.
5. ↑  Gavini, F ; Mergaert, J ; Beij, A. ; Mielcarek, C ; Izard, D ; Kersters, K ; De Ley, J. 1989. Transfert of Enterobacter aggomerans to pantoea gen nov as Pantoea aggomerans comb. Nov. And description of Pantoea dispersa sp. Nov. Int J Syst Bacteriol 39 : 337-345.
6. ↑  Toth & Al. 2003. Soft rot erwiniae : from genes to genomes, Molecular Plant Pathology 4(1), 17-30.
7. ↑  Hugouvieux-Cotte-Pattat, N; Condemine, G; Nasser, W; Reverchon, S. 1996. Regulation of pectinolysis in Erwinia chrysanthemi. Annu Rev Microbiol 50: 213-257.
8. ↑  Nasser, W., Reverchon, S., Vedel, R., Boccara, M. (2005) PecS and PecT coregulate the synthesis of HrpN and pectate lyases, two virulence determinants in Erwinia chrysanthemi 3937. Mol Plant Microbe Interact. 18, 1205-1214.
9. ↑  Condemine, G ; Dorel, C ; Hugouvieux-Cotte-Pattat, N ; Robert-Baudouy. 1992. Some of the out genes involved in the secretion of pectate lyases in Erwinia chrysanthemi are regulated by KdgR. Mol Microbiol 6:3199-3211.
10. ↑  Reverchon, S ; Nasser, W ;Robert-Baudouy, J. 1991. Characterization of KdgR, a gene of Erwinia chrysanthemi that regulates pectin degradation. Mol Microbiol 5:2203-2216.
11. ↑  Reverchon, S ; Nasser, W ; Robert-Baudouy, J. 1994. pecS : a locus controlling pectinase, cellulase and blue pigment production in Erwinia chrysanthemi. Mol Microbiol 11:1127-1139.
12. ↑  Hoch, JA. 2000. Two-component and phosphorelay signal transduction. Curr Opin Microbiol. 2, 165-170.
13. ↑  Llama-Palacios, A ; Lopez-Solanilla, E ; Poza-Carrion, C ; Garcia-Olmedo, F ; Rodriguez-Palenzuela, P. 2003. The Erwinia chrysanthemi phoP-phoQ operon plays an important role in growth at low pH, virulence and bacterial survival in plant tissue. Mol Microbiol 49(2) : 347-357.
14. ↑  Llama-Palacio, A ;Lopez-Solanilla, E ; Rodriguez-Palenzuela, P. 2005. Role of the PhoP-PhoQ System in the virulence of Erwinia chrysanthemi Strain 3937 : Involvement in sensitivity to Plant Antimicrobial Peptides,Survival at Acid pH, and Regulation of Pectolytic Enzymes. J Bacteriol. 187(6):2157-2162.
15. ↑  Lebeau, A ; Reverchon, S ; Gaubert, S ; Kraepiel, Y ; Simond-Cote, E ; Nasser, W ; Gijsegem, F. 2008. The GacA global regulator is required for the appropriate expression of Erwinia chrysanthemi 3937 pathogenicity genes during plant infection. Env Microbiol 10(3) : 545-559.
16. ↑  Bouchart, F ; Boussemart, G ; Prouvost, AF ; Cogez, V ; Madec, E ; Vidal, O ; Delrue, B ; Bohin, JB ; Lacroix, JM. 2010. The virulence of a Dickeya dadantii 3937 mutant devoid of osmoregulated periplasmic glucanes (OPGs) is restored by inactivation of the RcsCD rcsB phosphorelay. J Bacteriol
17. ↑  Bohin, JP. 2000. Osmoregulated periplasmic glucans in Proteobacteria - a minireview. FEMS Microbiol Lett. 186, 11-19.
18. ↑  Page, F., Altabe, S., Hugouvieux-Cotte-Pattat, N., Lacroix, JM., Robert-Baudouy, J., Bohin, JP. 2001. Osmoregulated periplasmic glucan synthesis is required for Erwinia chrysanthemi pathogenicity. J Bacteriol. 183, 3134-3141.
19. ↑  Bohin, JP.,Lacroix, JM. 2007. Osmoregulation in the periplasm. In The Periplasm, pp 325-341. Edited by M. Ehrmann. Washington, DC: American Society for Microbiology.
20. ↑  Marine Caby, Sébastien Bontemps-Gallo, Peggy Gruau et Brigitte Delrue, « The EnvZ-OmpR Two-Component Signaling System Is Inactivated in a Mutant Devoid of Osmoregulated Periplasmic Glucans in Dickeya dadantii », Frontiers in Microbiology, vol. 9,‎ 30 octobre 2018, p. 2459 (ISSN 1664-302X, PMID 30425688, PMCID PMC6218677, DOI 10.3389/fmicb.2018.02459, lire en ligne, consulté le 16 mai 2023)
21. ↑  Glasner, JD; Yang, CH; Reverchon, S; Hugouvieux-Cotte-Pattat, N; Condemine, G; Bohin, JP; Van Gijsegem, F; Yang, S; Franza, T; Expert, D; Plunkette III, G; San Francisco, MJ; Charkowski, A; Py, B; Grandemange, L; Bell, K; Rauscher, L; Rodriguez-Palenzuela, P; Toussaint, A; Holeva, M; Yang He, S; Douet, V; Boccara, M; Blanco, C; Toth, I; Anderson, BD; Biehl, B; Mau, B: Flynn, SM; Barras, F; Lindeberg, M; Birch, P; Tsuyumu, S; Shi, X; Hibbing, M; Yap, MN; Masahiro, U; Kim, JF; Soni, P; Mayhew, GF; Fouts, D; Gill, S; Blattner, FR; Keen, NT; Perna, N. En préparation. Collaborative Annotation and Analysis of the Erwinia chrysanthemi 3937 Genome.